# Bridge
 For alternative betydninger, se Bridge (flertydig). (Se også artikler, som begynder med Bridge)
Bridge eller kontraktbridge er et kortspil. Moderne bridge blev udviklet i 1920'erne i USA og spilles i dag over hele verden. Navnet har formentlig sin oprindelse i det russiske ord Бридж, der betyder herold eller budbringer.  Spillet spilles af 4 spillere fordelt på 2 samarbejdende makkerpar. Hver spiller råder over 13 standardkort. Makkerparrene sidder ovenfor hinanden ved et bord, der i turneringsbridge er kvadratisk.
Spillet kan spilles som et selskabsspil for 4 personer, rubberbridge. Spillet er imidlertid mest udviklet som turneringsspil, hvor den samme kortfordeling spilles af flere "borde" (med 4 spillere), hvorefter scorerne sammenlignes. Dermed er resultatet ikke afhængigt af, hvilket makkerpar der har fået de bedste kort. For turneringsspil gælder normer og regler, der er nedfældet i "Love for turneringsbridge", der er fastsat af World Bridge Federation og kan findes på dansk på Danmarks Bridgeforbunds hjemmeside. 

## Turneringsspil

### Forudsætninger
Hver spillers position angives ved et af de fire verdenshjørner, således at Nord og Syd er makkere, ligesom Øst og Vest er makkere. I turneringer spilles der ved kvadratiske borde, som er forsynet med plancher, der angiver:
- Hvilket par, der sidder Nord/Syd og hvilket par, der sidder Øst/Vest. På planchen angivet ved parrenes numre.
- I hvilken rækkefølge de nummererede spil skal spilles.
- Hvor mange spil, hver runde består af.
- Til hvilket bord hvert af parrene skal bevæge sig efter rundens afslutning.
- Til hvilket bord kortene skal afleveres efter rundens afslutning.

### Kortmappen
Hver kortmappe er påtegnet ”N”, ”Ø”, ”S” og ”V” samt spillets nummer. Selvom kortene ikke skal blandes er det angivet, hvem der er kortgiver, idet denne altid indleder meldefasen. Endelig er zonestillingen anført, normalt med rød farve, hvis et par er i farezonen og grøn farve, hvis et par er udenfor farezonen.

### Farezonen
Farezonen er et begreb, som oprindelig stammer fra selskabsbridge, men anvendes i en anden betydning i turneringsbridge. Her er farezonen (eller forkortet zonen) på forhånd bestemt af spillets nummer. I spil nr. 1 er ingen i zonen, i spil nummer 2 er Nord/Syd i zonen, i spil nummer 3 er Øst/Vest i zonen og i spil nummer 4 er begge par i zonen.  Zonestillingen er afgørende for opgørelsen af regnskabet.

### Kortene
|   |        | ♠     | EK43  |   |       |
| ♥ | 862    |       |       |   |       |
| ♦ | D10    |       |       |   |       |
| ♣ | B965   |       |       |   |       |
| ♠ | 106    | NV ØS | NV ØS | ♠ | D95   |
| ♥ | AD953  | NV ØS | NV ØS | ♥ | K4    |
| ♦ | AB9862 | NV ØS | NV ØS | ♦ | K754  |
| ♣ | -      | NV ØS | NV ØS | ♣ | D1073 |
|   |        | ♠     | B872  |   |       |
| ♥ | B107   |       |       |   |       |
| ♦ | 3      |       |       |   |       |
| ♣ | AK842  |       |       |   |       |

Kortgivningen foregår til venstre med ét kort ad gangen, til hver spiller har 13 kort. I turneringer spilles de samme kort i løbet af turneringen, således at alle par har spillet enten Øst/Vest-kortene eller Nord/Syd-kortene. De må altså kun blandes én gang før turneringsstart, hvorefter de videresendes ifølge planchens anvisninger.
I større turneringer anvendes computer-fordelte kort, som ikke må blandes på noget tidspunkt. Uanset om kortene er håndgivne eller computerfordelte, placeres de i dertil indrettede mapper.
Når kortene er fordelt, kan spillet gengives i et diagram af den type, som ses til venstre.

### Kortenes værdi
Værdien af kortene er fra højeste til laveste kort:
- E K D B 10 9 8 7 6 5 4 3 2

### Kortenes rangfølge
Kortenes rangfølge er defineret efter farve  dels efter kortets værdi. Farverne angives i stigende rækkefølge.
De to lavest gældende farver, ♣ og ♦, kaldes minor. De to højest gældende, ♥ og ♠ kaldes major. Højest rangerende melding er Uden trumf, der normalt skrives som UT eller NT (no trump), men udtales sans (fra fransk sans-atout).

### Pointtildeling
Begrebet point er en kompliceret affære i bridge, idet sådanne opnås i forskellige sammenhænge og med forskellig betydning. I nedenstående tabel er angivet en oversigt, som kan benyttes som støtte ved læsningen af de følgende afsnit.
| Begreb                     | Anvendelse                | Betydning                  | Forkortelse |
| -------------------------- | ------------------------- | -------------------------- | ----------- |
| Regnskabspoints            | Opgørelse af spilresultat | Afgør gevinst tab          | points      |
| Honnørpoints               | Vurdering af styrke       | Vejledende for meldeforløb | hp          |
| Fordelingspoints           | Vurdering af fordeling    | Vejledende for meldeforløb | p           |
| Kamppoints                 | Omregningstabel           | Afgørelse i holdkampe      | KP          |
| Internationale Matchpoints | Omregningstabel           | Holdturneringer            | IMP         |
| Matchpoints                | Omregningstabel           | Parturneringer             | MP          |

### Regnskabet
Med mappen følger et regnskab, hvor resultatet af spillet skal noteres efter spillets afslutning. Når spillerne er enige om resultatet, lægges kortene tilbage i mapperne og herefter noteres resultatet på regnskabet. Nord er ansvarlig for at føre regnskabet, mens Øst skal kontrollere, at det er korrekt udfyldt. Turneringslederen (TL) er ansvarlig for at opgøre (sammenligne) resultaterne af spillene. 
I de senere år har man i klubberne i stigende grad benyttet et digitalt registreringssystem, Bridgecentralen og en dertil hørende specialcomputer, BridgeMate. Resultaterne indtastes i BridgeMate og registreres automatisk i Bridgecentralen, som dog forud for turneringens afvikling skal forsynes med data om turneringsform og deltagere. 

#### Slutkontrakten
Det vanskelige i kontraktbridge er, at det ikke alene gælder om at få spillet, men også at nå det rigtige niveau og med den rigtige kulør som trumf. Et meldt spil kaldes en kontrakt, og der skelnes mellem fire niveauer:
- Delkontrakt
- Udgang
- Lilleslem
- Storeslem

Udgang opnås, når den vundne kontrakt er mindst 3 UT, 4 i major eller 5 i minor. Lilleslem og storeslem er kontrakter med henholdsvis 6 og 7 træk (12 og 13 stik), uanset kulør. Såvel udgang som slem giver ekstra regnskabspoints, betegnet bonus, men kun hvis de er meldt! Hvis de brændes , gives der ikke bonuspoint. Derfor er det vigtigt gennem meldingerne at undersøge mulighederne for på hvilket niveau, der skal spilles. Hvis kontrakten ikke opfyldes, gives der strafpoints til den side, der har meldt kontrakten.
Hvis modstanderne ikke tror på, at kontrakten kan opfyldes, har de muligheden for at doble, hvilket giver ekstra straf, hvis kontrakten ”går ned”, men samtidig en ekstra bonus, hvis den trods doblingen spilles hjem. Hvis den side, der har meldt kontrakten, alligevel tror på dens succes, kan doblingen redobles, hvorved der sættes yderligere regnskabspoints på spil. Doblinger og redoblinger kan altid overbydes af modparten med en ny, højere gældende melding end den, der er doblet /redoblet. Når 3 spillere i rækkefølge har meldt pas, er slutkontrakten nået.

#### Pointtildeling i regnskabet
Pointtildelingen i bridgeregnskabet er afgørende for meldeforløbet. For hvert stik, spilfører indkasserer, hvis kontrakten er opfyldt , opnås flg. score:
- Minor: 20 point
- Major: 30 point
- UT: 40 point for det første stik, derefter 30 point for hvert af de efterfølgende.

En trækværdi på 100 regnskabspoints eller mere i et enkelt spil betegnes som en udgang. En trækværdi på mindre end 100 regnskabspoints betegnes som delkontrakt. Opgørelsen af regnskabet er endvidere afhængig af, om man er udenfor eller i zonen. Den samlede tabel (hvor tallene i parentes angiver pointene i zonen):
- Delkontrakt: 50 (50) point

- Udgang: 300 (500) point

- Lilleslem: 800 (1250) point

- Storeslem: 1300 (2000) point

Den samlede score for en kontrakt er summen af stik- og kontraktpointene. Fx giver kontrakten 3 ruder med 9 stik (der netop opfylder kontrakten) 3*20 + 50 points, i alt 110 points, mens kontrakten 6 hjerter i zonen med 13 stik (1 stik mere end meldt): 7 * 30 point + 1250 point, i alt 1460 point. 
Straffen for undertræk, (populært kaldet beter) er i udoblede kontrakter altid 50 regnskabspoints pr. undertræk uden for zonen og 100 pr. undertræk i zonen. Doblede og redoblede kontrakter beregnes ud fra en progressiv skala 
| Antal undertræk          | UZ D) | Z (D) | UZ (RD) | Z (RD) |
| ------------------------ | ----- | ----- | ------- | ------ |
| 1. undertræk             | 100   | 200   | 200     | 400    |
| 2. og 3. undertræk       | 200   | 300   | 400     | 600    |
| 4. og følgende undertræk | 300   | 300   | 600     | 600    |

Endelig findes den mulighed, at alle spillere melder pas. I dette tilfælde får begge par en score på 0 points.

## Konkurrencen
Konkurrencen i bridge handler om at score det højest mulige antal regnskabspoints med de givne hænder. Det kan ske ved selv at spille den rigtige kontrakt, nedspille modpartens kontrakt eller offermelde, dvs. at gå ned med sin egen kontrakt frem for at lade modstanden vinde sin. Reglerne om regnskabspoints i bridge betyder, at det ofte er billigere at få et par stik for lidt frem for at modparten spiller sin kontrakt hjem.

### Vurdering af håndens styrke
Når kortene er fordelt, vurderer hver spiller sin hånds styrke med henblik på, hvilke meldinger, der kan komme på tale.

#### Honnørstyrke
Når spillerne vurderer kvaliteten af en hånd, benytter de sig af et pointsystem, hvor esserne tælles til 4 point, kongerne til 3 point, damerne til 2 point og knægtene til 1 point. Det samlede antal point betegnes som honnørpoints. Hvis en spiller har min. 12 points, bør denne åbne meldingerne (foretage den første melding, der ikke er pas), eller (hvis en af modspillerne har åbnet) afgive en konkurrerende melding.  Nogle spillere afgiver åbningsmelding på færre honnørpoints, afhængigt af, hvilket meldesystem, der anvendes.

#### Fordelingsstyrke
Kortvurderingen omfatter også en vurdering af håndens fordelingsstyrke. Som tommelfingerregel kan angives, at hvis spilleren råder over en farve med 5 kort, svarer det til et ekstra styrkepoint, 6 kort svarer til 2 point osv. Hvis en farve omfatter 6 eller flere kort, betegnes den som en langfarve. 

## Spillets faser
Bridge består af to separate faser, meldefasen og spillefasen. I meldefasen forsøger de to makkerpar i konkurrence med hinanden at få kontrakten i en egnet trumffarve eller uden trumf. Den højeste melding vinder spillet, og begge par skal nu forsøge at vinde flest mulige stik i spillefasen.

### Meldefasen
Der skelnes i bridge mellem to typer af meldinger: Naturlige og konventionelle. En naturlig melding vil sige, at den meldte farve er forslag til trumf.  Konventionelle meldinger viser normalt en særlig styrke eller en særlig fordeling af kortene. Konventioner er typisk uafhængige af det grundlæggende meldesystem, og mange konventioner findes i forskellige udgaver.
Hver spiller medbringer et udfyldt systemkort, som angiver, hvilket meldesystem og hvilke konventioner, parret anvender. Modparten har under meldeforløbet altid ret til at spørge om betydningen af en melding. Svaret på betydningen af meldingen skal afgives af makker til den spiller, som har afgivet meldingen. Der kan overføres stik til modparten eller tildeles en korrigeret score, hvis forklaringen vildleder modstanderne. 

#### Meldekassen
I turneringsbridge anvendes meldekasser, således at der ikke samtales under afgivelse af meldingerne. I kassen ligger, ordnet i rækkefølge, et fortrykt skilt med hver af de mulige meldinger (fra 1♣ til 7UT). Desuden er der skilte, der repræsenterer meldingerne pas, Dobler og Redobler . Endelig er der to ark med særlig betydning, Stop og Alert.

#### Meldeforløbet
Meldeforløbet er den del af spillet, hvor de to par skal forsøge at afklare, hvad der skal spilles. Der meldes med uret med kortgiveren som den første. I bridge taler man i meldeforløbet ikke om stik, men om træk. Enhver spiller kan, når det bliver dennes tur, melde enten en farve, UT eller pas. Meldes der mere end én gang, skal næste melding være højere end den foregående. Derudover kan man doble modpartens meldinger eller redoble modpartens doblinger. Hvis doblingen eller redoblingen efterfølges af 3 pasmeldinger, har det alene betydning for regnskabet, når spillets resultat opgøres. Den laveste melding er et træk i kulør (eller uden trumf) svarende til 7 stik. Man kan højest melde 7 træk, svarende til at binde sig for 13 stik. 
Meldeforløbet slutter, når alle har meldt, og der afgives tre på hinanden følgende pasmeldinger. 

#### Uregelmæssigheder
Uregelmæssigheder i meldefasen, fx meldinger uden for tur, skal meddeles Turneringslederen, som afgør, hvorledes disse berigtiges. 

#### Meldesystemer
Der skelnes i bridge mellem to grundlæggende typer af meldesystemer.
- Naturlige systemer
- Kunstige systemer

Inden for begge typer af systemer kan forskellige konventioner forekomme.

### Spilfasen
Når meldingerne er afsluttet, er den spiller, der først afgav en melding i den kulør, som slutkontrakten lyder på, spilfører.  Spilfører er nu i baghånden og spilleren til venstre for denne i forhånden. Herefter spiller forhånden ud, hvorefter makkeren til spilføreren, også kaldet "den blinde", lægger sine kort åbenlyst på bordet; den blinde har derefter intet mere med spillet at gøre, idet de oplagte kort spilles af spilføreren.  Denne beder om et kort fra bordet til forhåndens udspillede kort. Derefter lægger tredje hånd kort til og sluttelig spilføreren. Der skal om muligt bekendes kulør. Hvis en spiller ikke har flere kort i den udspillede kulør, kan denne valgfrit lægge et kort til af en anden kulør. Det er enhver spiller frit, om vedkommende vil lægge et højere eller et lavere kort end det, der foreløbig holder stikket.
Hvis der spilles med trumf, stikker et kort i trumffarven et hvilket som helst kort i de andre kulører, hvis der ikke kan bekendes. Den, der tog stikket hjem (lagde højeste kort til eller stak med højeste trumf), spiller derefter ud, og således fortsættes, til alle kortene er opbrugt.

#### Spilleteknik
Ved spilleteknik forstås den måde, hvorpå parterne forsøger at opnå flest mulige stik. Der skelnes mellem spilførers spillemåde og modspillets spillemåde. Da en af modspillerne har udspillet (spilleren til venstre for spilfører), er dennes udspil af stor betydning for spillets forløb. Et særligt giftigt udspil betegnes ofte som det dræbende udspil. Spilførers fordel er, at denne normalt råder over flere kort af høj rang end modspillerne, og derfor kan styre spillets forløb, især i de sene faser.

#### Uregelmæssigheder
Uregelmæssigheder i spilfasen, fx ved kulørsvigt, skal meddeles Turneringslederen, som afgør, hvorledes disse berigtiges. I nogle tilfælde sker dette ved at tildele den forurettede part et eller flere ekstra stik, i andre ved at definere et kort som strafkort. 

## Turneringsformer
Der findes forskellige turneringsformer, hvoraf to er særligt udbredt: Holdturnering og parturnering. Forskellen består i pointstildelingen i turneringen. 

### Holdturnering
Et hold udgøres af to par. En holdkamp foregår således, idet holdene betegnes hhv. A) og B):
Ved bord 1) spiller Hold A) Nord/Syd, mens Hold B) spiller Øst/Vest. Ved bord 2) spiller Hold B) Nord/Syd, mens Hold A) spiller Øst/Vest. Kampen foregår normalt i 2 halvlege, således at parrene bytter modstandere efter 1. halvleg.  Efter hver halvlegs afslutning sammenlignes resultaterne. Hvis fx hold A som N/S har vundet 3 UT i zonen med 9 stik ved bord 1), mens hold B som N/S har vundet 2 UT i zonen med 9 stik ved bord 2) er differencen (600 – 150) = 450 regnskabspoints til hold A). Disse omregnes herefter til IMP efter en særlig tabel for holdkampe.
Når alle spil er afgjort, omregnes IMP til KP efter en anden tabel. Tabellerne vedlægges regnskabet, således at spillerne kan opgøre resultatet af kampen præcist. Nord har ansvaret for at føre regnskabet, mens Øst skal kontrollere, at det er korrekt udfyldt.

### Parturnering
I en parturnering sammenlignes resultaterne for hvert spil således, at det Nord/ Syd par, der har fået højeste antal regnskabspoints, får den højeste score, som er 2 points for hvert par, der er dårligere placeret. Denne score betegnes ”toppen”, og de øvrige par får – 2 points osv. i forhold til toppen, indtil "bunden" nås med 0 points. Samme princip gælder for scoren for Øst/Vest – parrene. Det er således, i modsætning til holdturneringsregnskabet, uden betydning, hvor stor differencen er mellem parrene. Overstik, som i holdkampe er af mindre betydning, er derfor af afgørende betydning i en parturnering.

## Organisation
Konkurrencebridge er organiseret under WBF (World Bridge Foundation) med ca. 3 millioner medlemmer. Der afholdes verdensmesterskaber og olympiske mesterskaber.
Verdensmesterskaberne afholdes i ulige år. Bermuda Bowl er en åben række, hvortil alle kan kvalificere sig.  USA er regerende mester, og siden 2000 har USA vundet 3 gange, mens Norge og Italien har vundet en gang hver. Venice Cup er kun for kvindelige spillere og Senior Bowl for spillere, der er fyldt 55. Endelig afholdes der separat VM for juniorer (spillere under 25 år.)  Verdensmesterskaberne afholdes efter principperne for holdturneringer. 
De olympiske mesterskaber er ikke i Den Internationale Olympiske Komités regi, men et særligt arrangement, der siden 2008 har været en del af World Mind Sports Games (WMSG). Det afholdes samme år som Sommer-OL
De dominerende nationer i verden er USA, England, Polen, Frankrig og Italien, men også de nordiske lande har gennem tiderne udmærket sig med topplaceringer. Af nye nationer på vej frem er Kina, Holland, Indien og Indonesien. På kvindesiden vandt Danmark OL i 1988. Bridge var observationssport ved vinterolympiaden i 2002.
De stærkeste spillere lever som professionelle og spiller typisk på et hold, som finansieres af en sponsor. Det norske toppar Geir Helgemo og Tor Helness har siden 2013 repræsenteret Monaco, som siden da har været placeret blandt de bedste nationer ved store internationale mesterskaber. Parret var i 2016 rangeret som verdens stærkeste af WBF.
I Danmark er bridge organiseret under DBf (Danmarks Bridgeforbund) Her var der i juli 2017 registreret 318 bridgeklubber med tilsammen 26.297 aktive medlemmer.  Dette forbund afholder en divisionsturnering (Danmarksmesterskab for hold). Dertil kommer en række andre Danmarksmesterskaber og regionale turneringer. De fleste bridgespil foregår dog i de lokale klubber, typisk med en ugentlig spilleaften. Der spilles om DBf's mesterpoints, som kan omsættes til titler, hvor ”stormester” er den højest rangerende. I de fleste turneringer er der ligeledes vinpræmier.
Siden 2005 har Danmarks Bridgeforbund afholdt Dansk Bridgefestival i juli (uge 28). De første 9 år blev festivalen afholdt i Vingsted. Siden 2014 har festivalen været afholdt i Svendborg.
Der findes endvidere en række bridgecentre, hvor der ud over turneringsspil også tilbydes undervisning i spillet. Et års kontingent er i 2017 typisk kr. 600 – kr. 1200 i en klub, mens det i et center er 3000,- kr. eller mere. Klubberne er anført i DBf's fortegnelse. 

## Spil på Internettet
Der findes flere udbydere af spil på Internettet. Bl.a. Bridge Base Online (BBO), FunBridge og Swan Games udbyder turneringsspil samt forskellige tjenester, hvoraf nogle er gratis og andre kræver et abonnement eller et indskud for at deltage. 